# Panthera tigris altaica
La tigre dell'Amur o tigre siberiana (Panthera tigris altaica Temminck, 1844) è una sottospecie di tigre, un mammifero carnivoro appartenente alla famiglia Felidae. È caratterizzata da un mantello più chiaro rispetto alle altre sottospecie di tigre e da dimensioni simili a quelle della tigre del Bengala, sottospecie in cui la tigre siberiana potrebbe essere inclusa, secondo lo studio di alcuni autori, il che ne fa uno dei felini più grandi esistenti.
La tigre siberiana è endemica di una ristretta area geografica situata nell'estrema parte sudorientale della Siberia, in gran parte corrispondente al massiccio montuoso costiero del Sichotė-Alin, ed il suo habitat è costituito dalla foresta boreale e temperata mista. A partire dalla metà del XIX secolo, la sottospecie ha subito una drastica diminuzione dell'areale e del numero di esemplari causata da un insieme di fattori concorrenti, come la distruzione dell'habitat, la caccia di frodo e la diminuzione delle prede tipiche. Il suo stato di conservazione - monitorato dagli anni 1950 e determinato dallo IUCN nel 1996 e successivamente nel 2008 - la classifica come in pericolo di estinzione.
Nel 2008 la popolazione contava alcune centinaia di esemplari, diffusi prevalentemente nell'Estremo Oriente russo e, in misura minore, nell'area di confine con la Manciuria e la Corea del Nord.

## Descrizione

### Taglia e peso

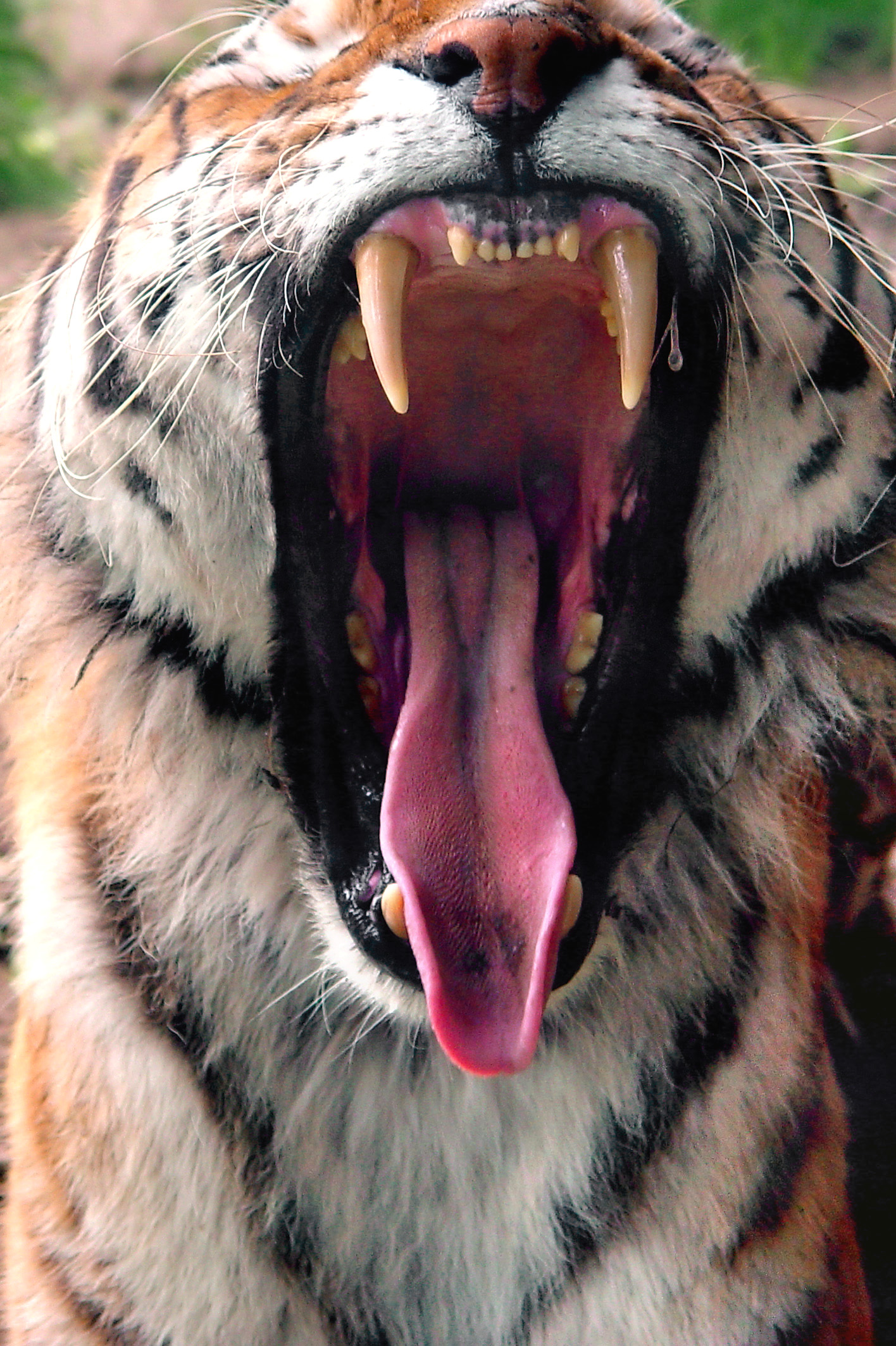
Interno della bocca

La tigre siberiana è ritenuta popolarmente il più grande rappresentante in natura della famiglia Felidae ma, secondo la letteratura scientifica più recente, le sue dimensioni non differiscono significativamente dalla più comune tigre del Bengala.
Come affermato da Dale Miquelle - direttore del Siberian Tiger Project - le misure rilevate su un campione di circa cinquanta esemplari suggeriscono che la taglia della tigre siberiana sia comparabile con quella della sottospecie indiana. Tipicamente, l'altezza al garrese è inferiore di una decina di centimetri rispetto alla tigre del Bengala - che raggiunge, in media, i 107-110 cm - e la lunghezza media di un maschio anziano è compresa tra i 290 e i 320 cm inclusa la coda, che per esemplari di questa età misura circa 1 metro. L'esemplare maschio di maggiori dimensioni di cui si hanno dati attendibili raggiungeva i 350 cm di lunghezza totale comprensiva della coda.
Sebbene il peso degli esemplari maschi possa superare facilmente i 280 chilogrammi, il valore medio è inferiore e si aggira attorno ai 180 kg. Sono stati catalogati esemplari dal peso superiore ai 360 kg e, in letteratura, sono menzionati alcuni maschi anziani che raggiungevano i 384 kg, ma queste misure non sono sostenute da fonti attendibili. Le femmine sono usualmente più minute dei maschi e il loro peso oscilla tra i 100 e i 167 kg raggiungendo, talvolta, i 200 kg.
Il peso maggiore misurato nell'ambito del Siberian Tiger Project è di soli 215 kg. Il numero di esemplari catalogati dal progetto è ridotto, ma alcuni zoologi ritengono che questo valore discrimini correttamente le massime misure reali dalle stime, spesso esagerate, fornite dai cacciatori (ad esempio, negli anni '40 sarebbe stata abbattuta una tigre, un grande maschio, di quasi 4 metri di lunghezza, 2,6 metri di corpo, 1,3 metri di coda e 400 kg di peso).
L'esemplare più grosso di tigre siberiana selvatico potrebbe essere stato un grosso maschio ucciso in Manciuria nel 1943, che pesava circa 300 kg.

### Mantello

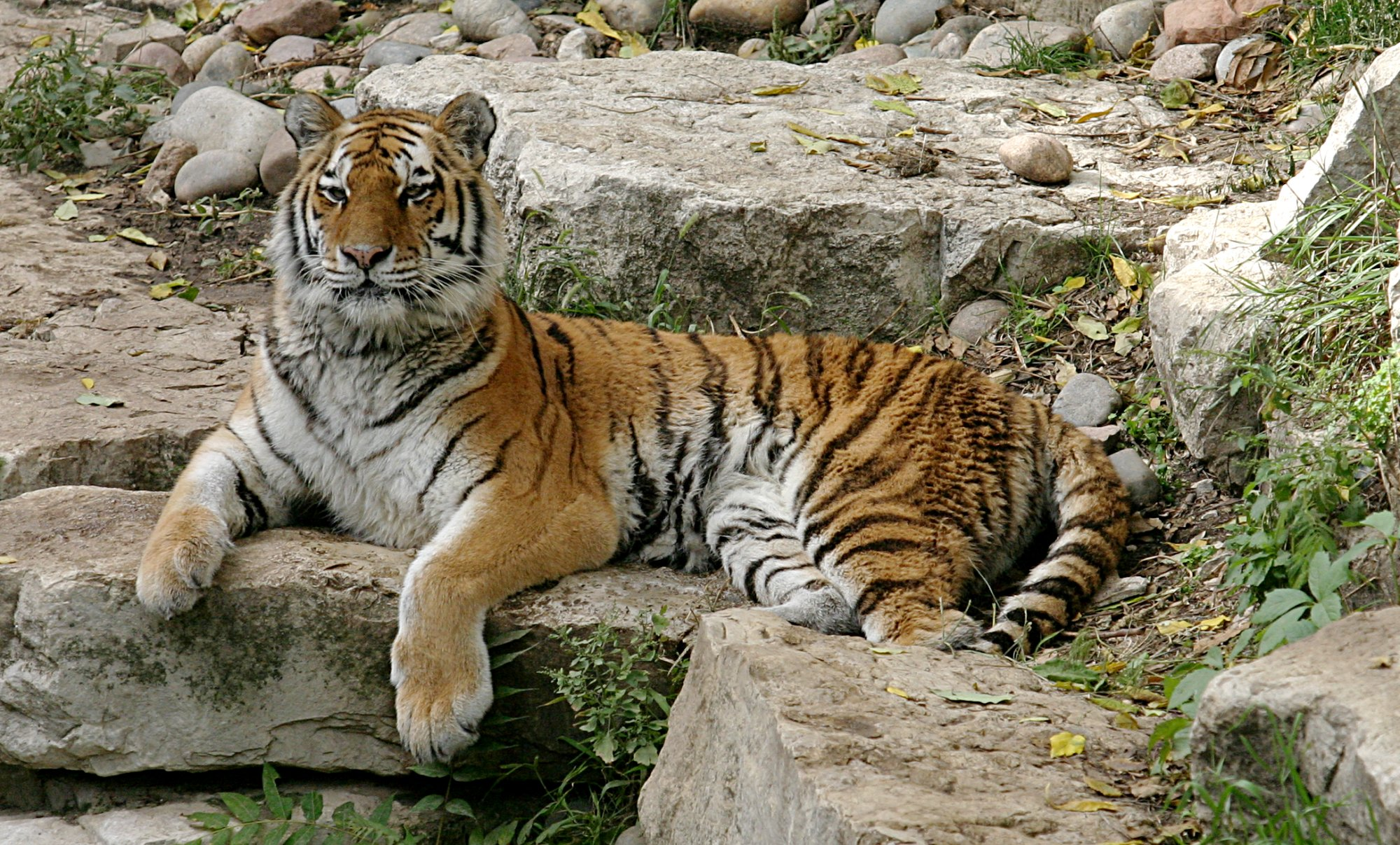
Il mantello della tigre siberiana presenta colori più tenui rispetto alla tigre del Bengala

La tigre dell'Amur si differenzia dalle altre sottospecie di tigre anche per il mantello, dalle tonalità più chiare con strisce di colore marrone scuro invece che nere. Il mantello invernale differisce sensibilmente da quello estivo sia nella forma (è più lungo, spesso e folto) sia nel colore (si schiarisce ulteriormente o assume delle tonalità ocra) per offrire alla tigre un migliore mimetismo e una protezione efficace contro le rigide temperature del proprio habitat naturale.
Come per altre sottospecie, sono stati documentati casi di esemplari, soprattutto in cattività, dal mantello bianco a strisce scure (una ipomelanosi diffusa nota anche come albinismo cincillà), una colorazione causata dalla trasmissione, con modalità autosomica recessiva, di una variante del gene che codifica l'enzima monofenolo monoossigenasi (tirosinasi) che regola, a sua volta, la produzione di melanina in molte specie di animali. Questa variante inibisce la pigmentazione gialla del mantello della tigre alterando anche il colore delle strisce e si accompagna, come documentato per la sottospecie del Bengala, ad alcuni disordini come lo strabismo e il sistema immunitario indebolito.

## Distribuzione e habitat

### Distribuzione
A dispetto del nome comune di tigre siberiana, che suggerisce un'ampia distribuzione geografica, questa sottospecie è diffusa esclusivamente nell'estrema parte sudorientale della Siberia, ovvero nella regione a sud-est del basso corso del fiume Amur e ad est del suo affluente Ussuri. L'area comprende i territori montuosi del Primorskij e del Chabarovsk centro-meridionale che costituiscono, a livello amministrativo, la porzione sud-orientale del circondario federale dell'Estremo Oriente della Russia e, a livello geografico, l'esteso massiccio montuoso costiero del Sichote-Alin. Nel Sichote-Alin vive la gran parte della popolazione di felidi, mentre gruppi molto più esigui sono stati segnalati sulla catena montuosa cino-nordcoreana del Changbai Shan e sulla fascia di confine tra il Primorskij e la provincia cinese di Jilin.
La popolazione russa è distribuita stabilmente nel Sichote-Alin e solo sporadicamente è stata segnalata più a nord del cinquantesimo parallelo o più ad ovest - presso il corso del fiume Amur - nella regione dell'Oblast' dell'Amur. I Monti Stanovoj, l'altopiano dell'Aldan e i monti Džugdžur sono situati a latitudini (tra 55° e 60°) che vengono oltrepassate molto raramente.
La popolazione cinese sopravvive - in un habitat degradato e frammentato - sul massiccio montuoso del Changbai Shan (in gran parte compreso nella provincia di Jilin) e nella fascia montuosa compresa tra gli affluenti di sinistra del fiume Tumen e il confine con la Corea del Nord, la Russia e la provincia cinese di Heilongjiang. Questa fascia di confine, che include l'area protetta cinese di Huangnihe, si trova direttamente a nord-est del Changbai Shan.

L'areale di questa popolazione non è stato determinato con precisione, ma la presenza della tigre sulla stretta fascia di confine con la Russia è stata confermata con sufficiente sicurezza sulla base del censimento degli attacchi ai capi di bestiame all'interno della riserva naturale cinese di Hunchun. La riserva è situata circa 50 km a ovest di Vladivostok ed è contigua con l'area naturale protetta federale (in russo: zakaznik) di Barsovy che si estende sulla fascia di confine russo da Ussurijsk a Slavjanka e comprende (a circa 25 – 30 km a est dal confine) la riserva naturale (zapovednik) di Kedrovya Pad.
L'entità della popolazione in Corea del Nord non è nota a causa delle condizioni politiche del paese che impediscono l'istituzione di un progetto di monitoraggio internazionale. Un rapporto dell'Istituto di Geografia nordcoreano suggerisce la presenza della tigre sul monte Paektusan, la vetta più alta del massiccio del Changbai Shan.

### Habitat

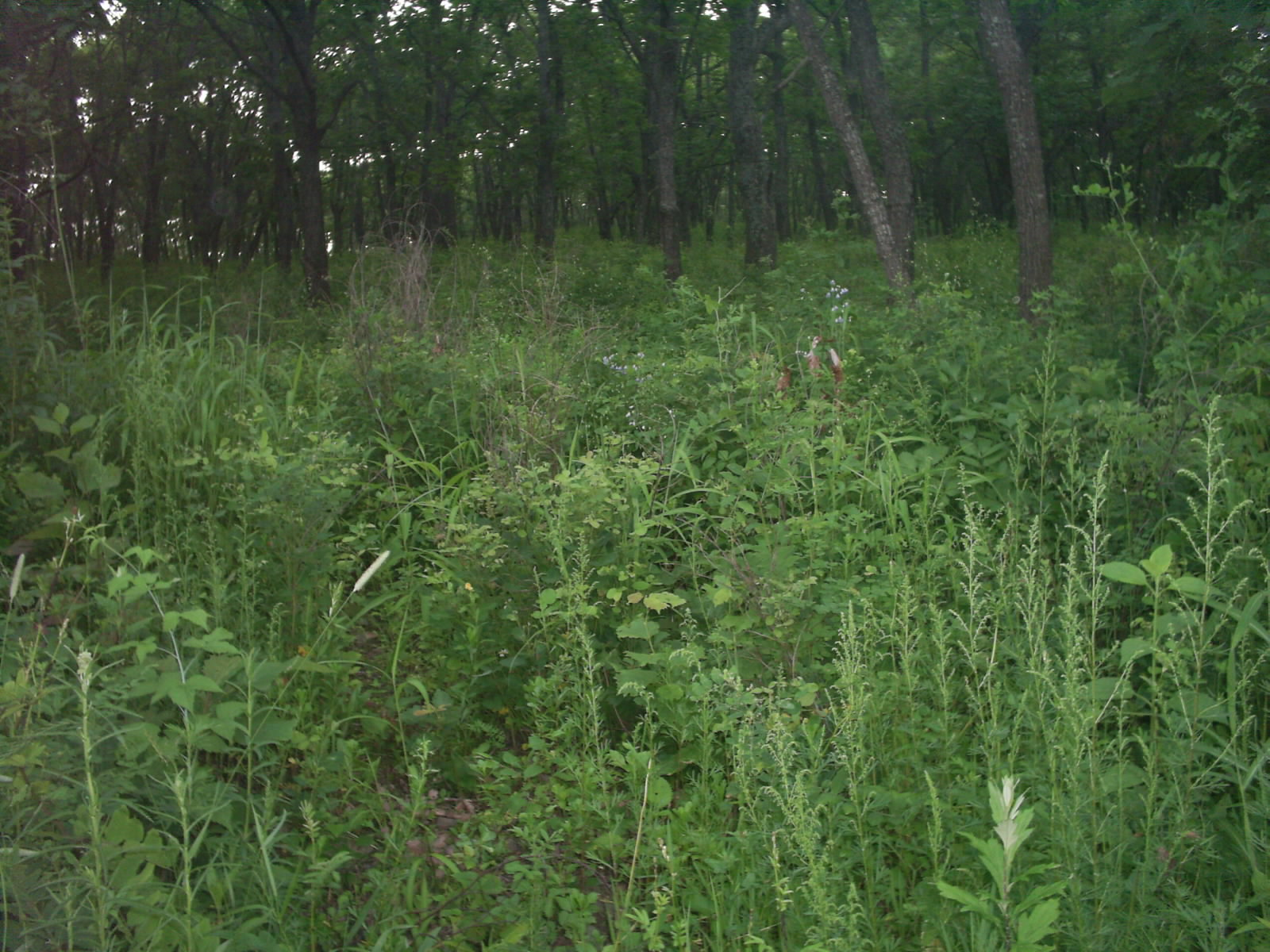
La foresta boreale e temperata mista del Sikhote-Alin costituisce l'habitat tipico della tigre siberiana.

La tigre è un animale che si è adattato agli ecosistemi più svariati, ma il suo habitat ideale è sempre caratterizzato da tre fattori fondamentali: «una densa copertura vegetativa, un ampio numero di ungulati [le prede tipiche] e l'accesso all'acqua».
L'habitat della tigre siberiana comprende la foresta boreale e la foresta temperata mista che sono i due biomi tipici delle zone montane della Siberia sud-orientale. Si tratta di un ecosistema vegetale misto costituito prevalentemente da foreste di conifere (abeti, larici, pini, betulle) alternate a boschi di piante decidue e a zone umide, caratterizzato da bassa piovosità e temperature molto rigide con medie annuali comprese tra 0° e 5 °C ma che possono scendere molto sotto lo zero durante l'inverno.
Alcuni specialisti, tra cui Mel e Fiona Sunquist, Ullas Karanth e Alan Rabinowitz, considerano l'habitat caratteristico come il fattore chiave per la sopravvivenza della tigre; altri invece, come Dale Miquelle, danno un peso alquanto maggiore al complesso delle specie predate e allo loro diffusione. Il dibattito interessa in modo particolare la tigre dell'Amur in quanto la quasi totalità della popolazione rimane confinata all'interno del Sichote-Alin senza che vi siano variazioni determinanti della flora al confine dell'area di diffusione.
Il Sichote Alin è un massiccio montuoso costiero non molto elevato (la maggior parte delle vette non supera gli 800 metri di quota) situato al margine meridionale della taiga siberiana e dotato di un'ampia copertura forestale costituita dalla combinazione dei due biomi precedentemente descritta.
La specie vegetale maggioritaria è il pino coreano (Pinus koraiensis) associato a diverse specie di latifoglie (Quercus mongolica, Tilia amurensis, Larix dahuricus, Betula papyrifera e altre) mentre la parte centro-settentrionale e più elevata del massiccio (tra gli 800 e i 1 000 metri di quota) è dominata da foreste miste di abeti (Abies nephrolepis e altre) e pecci (Picea jezoensis e altre). La transizione tra i due biomi è evidenziata non solo dalla diminuzione di quota delle conifere spostandosi verso nord tanto che, all'estremità settentrionale del Sichote-Alin, queste sono presenti a bassa quota presso la costa, ma anche dalla variazione della copertura vegetale dominante che vede il pino coreano cedere gradualmente il passo alla foresta mista di abeti e pini a nord del 47º parallelo, all'incirca in corrispondenza del confine tra il kraj Primorskij e quello di Chabarovsk.
Un monitoraggio - effettuato tra il 1992 e il 1995 tramite radiocollare su 5 esemplari - ha evidenziato una moderata preferenza da parte della tigre per le foreste di pino coreano (27,9% del territorio totale frequentato) e di querce (31,5%), seguite dagli habitat di foresta mista di betulle/pioppi (Betula papyrifera e Populus tremula, 13,2%) e di foreste di abeti e larici (8,4% e 8,8% rispettivamente). Le aree meno frequentate sono state le foreste fluviali (2,3%).

## Biologia

### Alimentazione
La tigre dell'Amur è un carnivoro e un abile predatore. Come tutte le tigri, predilige cacciare nelle ore prossime all'alba ed al tramonto, assalendo le prede alle spalle, dopo un breve scatto dal punto di agguato. La preda, se possibile, viene costretta a terra e uccisa per strangolamento serrando le fauci sulla gola o sulla nuca.
Il complesso delle prede tipiche è vario e rappresentato da specie che vivono in entrambi i biomi precedentemente descritti, come il cervo nobile, il cinghiale, il capriolo, il sika, il goral ed il cervo muschiato. Tra questi ungulati, solo il cervo nobile e il cinghiale sono diffusi anche nel Changbai e nella Manciuria nord-orientale. La distribuzione e l'habitat combinato di queste due specie è largamente sovrapponibile (per il 67-68%) a quello della tigre siberiana, fornendo una chiara indicazione del livello di associazione predatore/preda, anche se va tenuto presente che la tigre può effettuare ampi spostamenti al di fuori del proprio areale tipico.
| Specie predata / habitat                | Sovrapposizione dell'areale della tigre con quello dell'habitat e della preda (%) | Sovrapposizione dell'areale dell'habitat e della preda con quello della tigre (%) | Areale tot. condiviso con la tigre (%) | Media pesata (%) |
| --------------------------------------- | --------------------------------------------------------------------------------- | --------------------------------------------------------------------------------- | -------------------------------------- | ---------------- |
| Singola specie                          |                                                                                   |                                                                                   |                                        |                  |
| cervo nobile                            | 61                                                                                | 73                                                                                | 50                                     | 59               |
| cinghiale                               | 37                                                                                | 84                                                                                | 34                                     | 45               |
| sika                                    | 9                                                                                 | 67                                                                                | 9                                      | 21               |
| capriolo                                | 31                                                                                | 72                                                                                | 27                                     | 38               |
| cervo muschiato                         | 19                                                                                | 29                                                                                | 3                                      | 15               |
| Areale combinato di due specie          |                                                                                   |                                                                                   |                                        |                  |
| Cervo n./cinghiale                      | 74                                                                                | 73                                                                                | 58                                     | 67               |
| cervo n./capriolo                       | 71                                                                                | 78                                                                                | 59                                     | 68               |
| cervo n./sika                           | 72                                                                                | 67                                                                                | 53                                     | 63               |
| cinghiale/capriolo                      | 76                                                                                | 46                                                                                | 41                                     | 56               |
| cinghiale/sika                          | 80                                                                                | 41                                                                                | 37                                     | 55               |
| capriolo/sika                           | 72                                                                                | 32                                                                                | 28                                     | 46               |
| Habitat                                 |                                                                                   |                                                                                   |                                        |                  |
| pino coreano                            | 24                                                                                | 85                                                                                | 23                                     | 36               |
| cervo n./cinghiale                      | 93                                                                                | 52                                                                                | 50                                     | 68               |
| Fonte: Seidensticker et al. 1999, p. 83 |                                                                                   |                                                                                   |                                        |                  |

Cinghiali e cervi nobili sono le prede principali e costituiscono il 65-90% della sua dieta in Russia, seguiti da caprioli, sika e goral. I cervi muschiati, diffusi nel nord del Sichote Alin o alle altitudini più elevate, costituiscono una preda secondaria e solo in certe condizioni di habitat. Altre prede sono animali di piccola taglia come lagomorfi (lepri, conigli e pika) e pesci, come i salmoni.
Costituiscono parte della dieta, per una percentuale compresa tra il 5 e l'8%, anche l'orso nero asiatico e l'orso bruno dell'Amur.
Uno studio esteso a tutte le sottospecie di tigri dell'Asia tropicale ha mostrato una correlazione precisa fra la densità di popolazione delle tigri e quella degli ungulati. Nel caso specifico della tigre dell'Amur, la massima densità di tigri nella riserva di Lazovskiy si riscontrava quando quella degli ungulati superava i 2,25 esemplari per km².
Sulla base dei dati ottenuti dal programma di monitoraggio demografico annuale coordinato dalla Wildlife Conservation Society (WCS) per il periodo 1998-2006 si è calcolato il rapporto numerico reale tra tigri e ungulati nella regione russa del Sichote Alin (1/300) e lo si è confrontato con quello ideale per garantire un incremento della popolazione (1/500). Questo risultato ha determinato - da parte del WWF - l'avvio di un programma di protezione e ripopolamento delle prede.

### Areale abituale di attività
Come le altre sottospecie e con l'eccezione delle femmine con prole, la tigre dell'Amur è un animale generalmente solitario che non forma coppie stabili né divide l'areale abituale di attività (homerange) con i propri simili o con altri predatori. Occasionalmente le tigri siberiane uccidono anche i lupi in quanto loro competitori alimentari ed è stata verificata una correlazione geografica e numerica tra l'aumento della densità di popolazione dei lupi e il decremento di quella della tigre.
L'areale abituale di attività della tigre dell'Amur può variare notevolmente in posizione ed estensione su base stagionale (dai 100 – 400 km² per le femmine agli 800 – 1 000 km² per i maschi) in quanto l'animale tende a seguire la migrazione degli ungulati, sue prede tipiche.
L'ampiezza degli spostamenti è evidenziata dalla massima latitudine raggiunta: oltre 60° N, quasi mille chilometri a nord dell'usuale area di distribuzione.

### Riproduzione

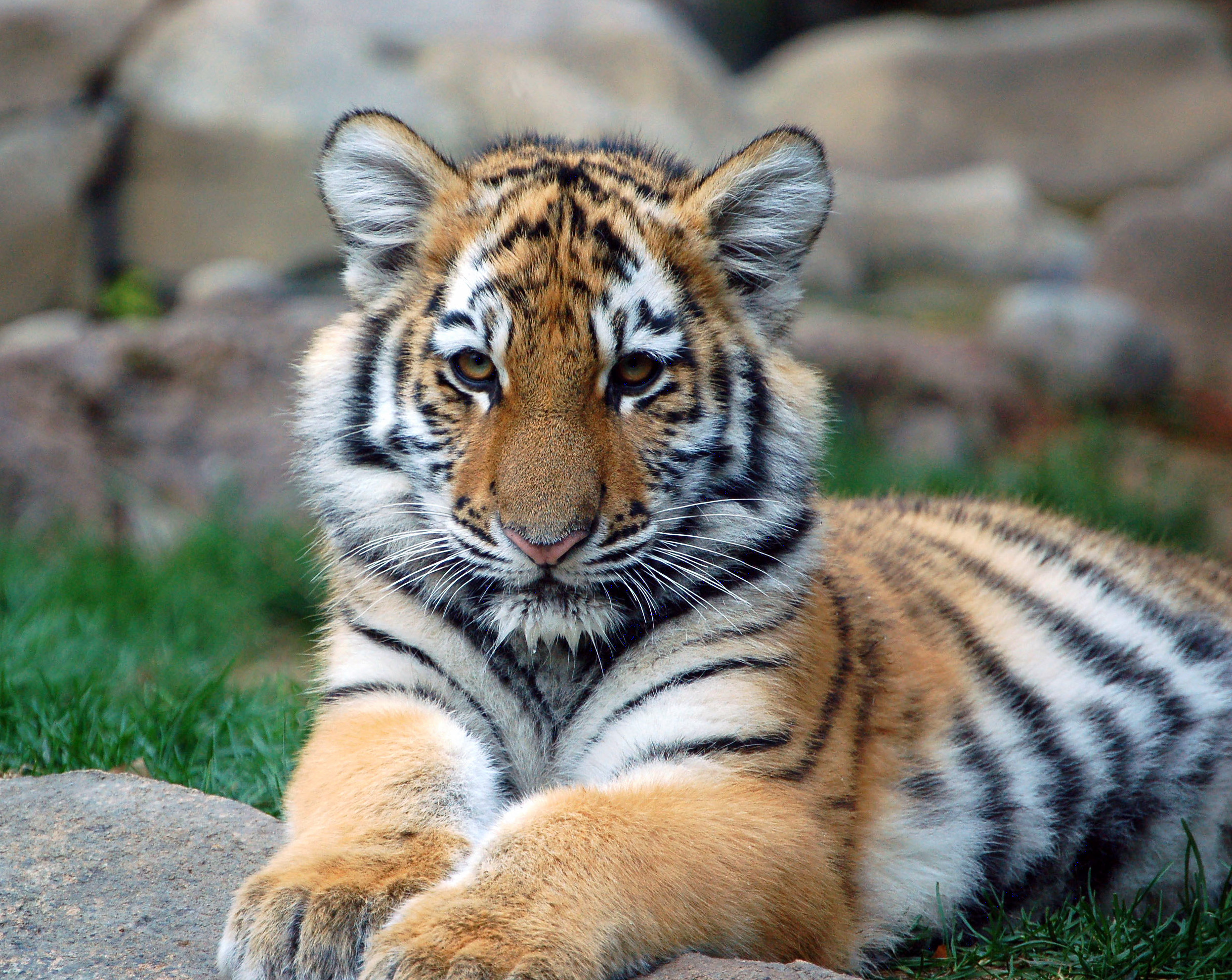
Cucciolo di cinque mesi

Come per le altre sottospecie, l'età di prima riproduzione si aggira sui 3 - 4 anni e il periodo riproduttivo copre l'intero arco dell'anno. Le femmine vanno in calore per circa 7 giorni ogni 20 o 30 giorni e mostrano la loro disponibilità marcando con urina e graffi i tronchi d'albero.
Dopo un periodo di gestazione di circa 103 giorni, la femmina partorisce in una tana riparata in media da 1 a 4 cuccioli con un picco delle nascite nella tarda estate.
La densità di popolazione delle prede svolge un ruolo determinante anche nel successo riproduttivo: una bassa densità di prede - inferiore a 2 - 5 ungulati per km² - rende più difficoltoso per la femmina condurre a termine la gravidanza e provvedere al mantenimento della prole.

## Conservazione
Agli inizi del Novecento la tigre siberiana era diffusa su un territorio più vasto dell'attuale che comprendeva, oltre ai territori prima menzionati, anche l'intera penisola coreana, la Manciuria e la Mongolia nordorientale.
Il declino della tigre siberiana ebbe inizio con la metà del XIX secolo soprattutto in Cina e Corea per effetto della caccia intensiva per la pelliccia e le ossa, per divertimento o perché l'animale veniva considerato, dalla popolazione locale, dannoso per il bestiame o la propria sicurezza. Negli anni quaranta del XX secolo la popolazione totale si era ridotta a una cinquantina di esemplari in Russia e ad alcune centinaia in Cina; in Corea del Sud, la tigre si sarebbe invece estinta all'inizio degli anni cinquanta durante la guerra di Corea.

### In Russia

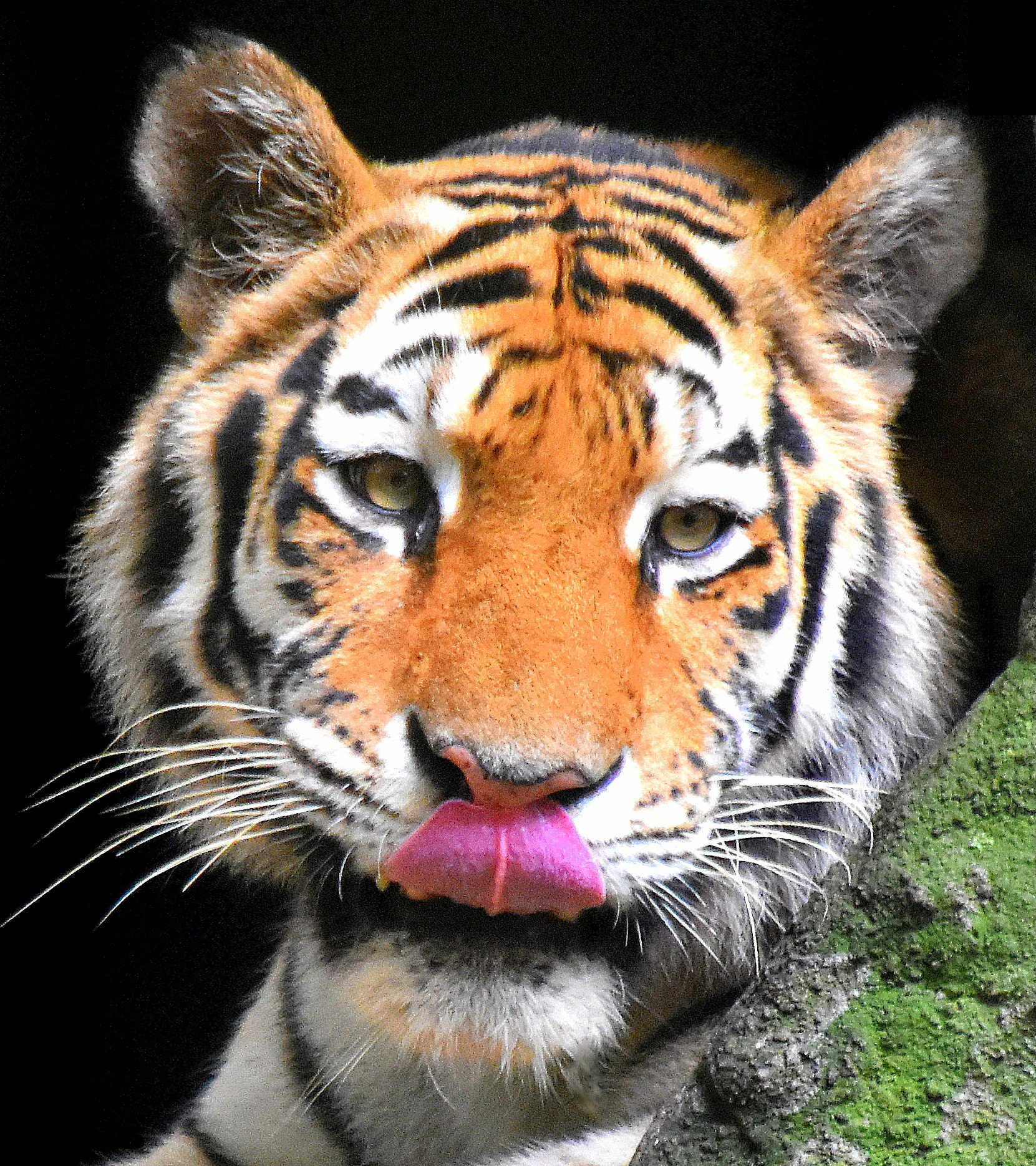
Panthera tigris altaica

Dopo che il governo sovietico, nel 1947, ne bandì la caccia, si osservò una lenta ripresa demografica che avrebbe portato a censire, alla metà degli anni ottanta, una popolazione di tigri compresa tra i 250 e 430 esemplari.
I censimenti annuali effettuati a partire dagli anni cinquanta nella "riserva naturale del Sichote-Alin" (in russo Сихотэ-Алинь заповедник, Sikhote Alin Zapovednik) sono stati utilizzati come indicatori delle variazioni della popolazione globale in Russia. Kaplanov, nel 1948, stimava non più di 10 - 12 tigri all'interno della riserva, un numero che - suggeriva questo autore - poteva rappresentare la metà della popolazione totale russa. Due studi comparativi dei censimenti annuali effettuati all'interno della riserva tramite il controllo delle dimensioni e della frequenza delle orme di tigre (1957-1980, Matjuschkin et al., 1981; 1966-1993, Smirnov & Miquelle, 1999) evidenziano un decremento continuo della popolazione per tutto il corso degli anni cinquanta. Nonostante il bando del 1947, infatti, la caccia illegale e la cattura di cuccioli di tigre (che si concludeva spesso con l'abbattimento delle madri) non erano diminuite, e la riduzione temporanea - tra il 1951 e il 1960 - dell'estensione dell'area protetta da 300 000 a 99 000 ettari nonché la costruzione di strade ad uso dei boscaioli al suo interno avevano ulteriormente aggravato la situazione.
Il trend demografico si invertì nel 1966. Da quel momento si osservò un incremento relativamente costante sia nel numero (da 3 - 4 esemplari senza distinzione d'età, nel 1966, a 25 - 31 nel 1993) che nel tasso riproduttivo. Le ragioni, secondo Smirnov e Miquelle, sono da individuare nel più efficace controllo della caccia di frodo e nella chiusura dei confini con la Cina che aveva di fatto azzerato il commercio internazionale di pelli e ossa. Questo mercato costituiva, tuttavia, una minaccia costante per la sopravvivenza della tigre siberiana tanto da indurre il CITES, nel 1987, a spostare l'animale dall'Appendice II all'Appendice I della Convenzione sul commercio internazionale proibendone, di conseguenza, qualunque tipo di commercio.
Lo sviluppo economico e infrastrutturale della regione siberiana negli anni novanta e l'apertura delle frontiere dopo il crollo dell'Unione Sovietica favorirono nuovamente un aumento della pressione venatoria da parte dei bracconieri, peggiorando la già critica situazione della sottospecie. Le migliorate infrastrutture stradali rendevano, di contro però, più efficace il contrasto della stessa caccia di frodo da parte dell'amministrazione russa e delle ONG ambientaliste internazionali.
Nel 1992, la Wildlife Conservation Society (WCS) avviò - in collaborazione con il parco naturale russo del Sichote-Alin - il Siberian Tiger Project (Progetto tigre siberiana), il più importante progetto di conservazione e di studio della tigre siberiana operante nel massiccio montuoso dell'Sichote-Alin. Nonostante l'avvio di programmi specifici di conservazione come questo, la popolazione totale della tigre dell'Amur in Russia si era tuttavia ridotta, nel 1994, a soli 150-200 esemplari.
Nel 1996, lo IUCN ne determinò lo stato di conservazione classificando la sottospecie a "rischio critico" di estinzione e stimando la sua popolazione non superiore ai 250 esemplari adulti con una tendenza demografica alla diminuzione. Un censimento compiuto, sempre nello stesso anno, stimava una popolazione di esemplari adulti leggermente superiore (tra i 330 e i 371 esemplari) a cui si aggiungevano tra gli 85 e i 105 cuccioli. Sempre nel 1996, sulla base dell'analisi della diversità genetica di alcuni esemplari in libertà si stimava una popolazione teorica di 500-600 esemplari adulti.
Il monitoraggio annuale coordinato dalla Wildlife Conservation Society ha il duplice scopo di raccogliere dati (tendenza demografica della tigre e delle sue prede; censimento della popolazione totale; censimento delle femmine con cuccioli) sulla popolazione russa di tigre siberiana che di allestire una metodica standard per la raccolta e la valutazione sul lungo periodo di questo tipo di informazioni.
La rete di monitoraggio è costituita da 16 zone di osservazione intervallate di circa 1 000 - 1 500 km² che coprono un'area totale di 23 555 km², all'incirca il 15-18% dell'areale totale presunto della tigre siberiana nell'Estremo Oriente russo.
Gli indicatori utilizzati per redigere il rapporto annuale sono cinque. I primi due sono la presenza/assenza e la densità di tracce sulla neve per km² misurata lungo 246 rotte abituali di spostamento della tigre durante la stagione invernale. La rete di percorsi ha una estensione totale di 6 114 km e vengono effettuati due rilevamenti stagionali per ogni rotta. L'areale abituale di attività della tigre siberiana è, infatti, molto esteso in quanto l'animale segue le migrazioni stagionali delle sue prede e si è potuto verificare che le tigri seguono delle rotte abituali di spostamento.
Il terzo indicatore (ricavato dai primi due oltre che da osservazioni dirette) è la densità di popolazione di tigri svezzate (independent tigers) nell'aree monitorate e la loro variazione nel tempo.
Il quarto indicatore è la densità dei cuccioli, che esprime una misura del tasso e del successo riproduttivo. Il dato si basa sulla conta del numero di cuccioli e di giovani tigri, e sulla misura della taglia di questi ultimi.
L'ultimo indicatore misura l'abbondanza delle quattro prede principali (cervi nobili, cinghiali, caprioli e sika) lungo le rotte di spostamento della tigre. La densità di prede viene stimata contando il numero di tracce fresche (< 2 ore) rilevate lungo i percorsi.
Il monitoraggio demografico annuale del Siberian Tiger Project evidenziò un leggero incremento nel periodo 1997-1998 seguito da un costante decremento per tutto il periodo 1999-2004, rilevabile sia dalla diminuita densità di tracce lasciate dalle tigri lungo le rotte di spostamento che dalla diminuzione del numero di esemplari giovani. Sebbene le nascite annuali fossero rimaste in media costanti, il tasso di mortalità degli esemplari giovani era aumentato. L'indice di stabilità della popolazione globale, al 2004, si assestava sul valore di -14,5% evidenziando la situazione di declino. Tuttavia, nello stesso anno, si osservava una inversione di tendenza di uno degli indicatori secondari: il numero di zone dove si registravano nascite dopo sette anni di stabilità era raddoppiato passando da 5 aree su 16 totali a 11 su 16.
I rapporti successivi mostrarono un andamento discordante dei vari indicatori, attribuito all'effetto combinato della riduzione delle prede nell'area sudorientale del massiccio montuoso del Sikhote-Allin e della caccia di frodo. Nelle aree di riserva naturale continuava, infatti, la tendenza demografica negativa degli anni precedenti, ma a livello globale - considerando tutti e 16 i siti di osservazione - si osservava, invece, un valore positivo. Veniva inoltre confermato l'aumento delle zone interessate da nascite già rilevato nel 2004.
Su una scala decennale (1995-2005), il contrasto alla caccia di frodo e i programmi di tutela della riserva naturale del Sikhote-Alin sembrarono aver interrotto, alla fin fine, il trend demografico negativo. Nel 2005, infatti, un nuovo censimento evidenziò un leggero incremento o comunque una stabilizzazione della popolazione ai valori censiti nel 1995: la stima degli esemplari adulti si attestava ora sui 334 - 417 esemplari, mentre quella dei cuccioli era compresa tra 97 e 112 esemplari. Se la popolazione adulta appariva stabile, il numero di cuccioli risultava tuttavia ancora basso, inducendo il WCS a classificare la sottospecie come vulnerabile.
Nel 2008, lo IUCN ha modificato lo stato di conservazione della sottospecie da "a rischio critico" a "in pericolo" di estinzione grazie alla stabilizzazione della tendenza demografica evidenziata dal censimento del 2005; la nuova valutazione dipende, in modo determinante, dall'entità della popolazione russa, che costituisce il 90% di quella totale.

### In Cina
Nel 1996, la Cina prese concreti provvedimenti per arginare il disastro ecologico provocato dall'eccessivo sfruttamento delle risorse naturali che aveva decimato la fauna della provincia dello Jilin e minacciava di provocare l'estinzione delle minuscole popolazioni locali di tigre e leopardo dell'Amur costrette nelle aree boschive settentrionali più isolate della città-contea di Hunchun, in particolare lungo la fascia di confine con la Russia (dove si concentravano, al 2006, tutti i report confermati della presenza di questi due animali in Cina, seppure anche alcune zone delle contee adiacenti di Wangqing e Antu fossero considerate, dagli zoologi, siti non verificati e/o potenziali nell'ottica di un ripopolamento).
Nel 1996 il governo provinciale di Jilin bandì totalmente la caccia per un periodo di cinque anni, reiterando nuovamente il bando - per altri cinque anni - nel 2001 e ancora - per dieci anni - nel 2006. Inoltre, furono istituite negli anni nove riserve naturali con il risultato positivo, nel 2006, di mettere sotto tutela l'11,6% del territorio provinciale e di ottenere un aumento della densità di cervidi e cinghiali - le prede abituali della tigre - rispettivamente del 44% e dell'80%. La bassa densità di ungulati nel Jilin è considerata, infatti, il principale ostacolo al ripopolamento della tigre.
Nel 1998 la popolazione di felidi non si era ancora ripresa. Un monitoraggio del WCS condotto dall'équipe di Dale Miquelle tra il febbraio e il marzo di quell'anno stimava infatti la presenza di una popolazione totale di sole 4 o 6 tigri e 4 o 7 leopardi.
Nonostante la presenza di cacciatori di frodo, l'ostacolo principale rilevato da Miquelle era costituito dall'eccessiva pressione venatoria sugli ungulati (circa 3 000 animali uccisi all'anno), così elevata da rendere difficoltoso il procacciamento del cibo da parte dei predatori. Il secondo fattore di rischio era costituito dalla frammentazione eccessiva dell'habitat di queste popolazioni, un problema che toccava anche la piccola popolazione russa (6 - 8 tigri e 20 leopardi stimati nello stesso anno) situata sul confine sinorusso.
La necessità di ridurre la frammentazione delle popolazioni sul confine avrebbe condotto la Cina ad istituire, nel 2001, la riserva naturale di Hunchun a ridosso del Changbai settentrionale per creare un corridoio di passaggio - attraverso l'area protetta di Barsovy - verso quella russa di Kedrovya Pad e favorire la fusione tra le due popolazioni. La riserva di Hunchun ha un'estensione di circa 1 400 km² e svolge un ruolo significativo per la protezione non solo della tigre, ma anche del leopardo dell'Amur.
Nel 2006, il governo locale ha annunciato un controverso piano di reintroduzione di alcune tigri allevate in cattività allo scopo di consolidare l'esigua popolazione selvatica.
Al 2007, la popolazione cinese della tigre dell'Amur si attestava sui 18 - 22 esemplari. Secondo lo IUCN, la sottopopolazione del Changbai Shan si è mescolata con quella russa nei pressi di Vladivostok, ma a causa dell'esiguità numerica permane ancora - per questa sottopopolazione, nonostante la migliorata situazione generale - il "rischio critico" di estinzione.

### Principali minacce

#### Distruzione dell'habitat e caccia di frodo
La tigre siberiana è un animale protetto, ma la caccia di frodo è alimentata dal fiorente e redditizio commercio delle ossa utilizzate, a vario scopo, nella medicina tradizionale cinese. A questo commercio, dichiarato illegale nel 1993 dal governo cinese, è attribuito, in particolare, il più recente calo demografico subito durante gli anni ottanta e novanta del XX secolo. Dalla fine degli anni novanta, tuttavia, la pressione venatoria è diminuita grazie al più efficace contrasto da parte delle autorità locali.
Attualmente, il primo fattore di rischio, che riguarda comunque a livello generale tutte le sottospecie di tigre, è la riduzione e la frammentazione dell'habitat di diffusione per effetto dell'aumento dell'attività antropica. Questo incremento favorisce il disboscamento delle foreste per ricavarne legname o spazio per la costruzione di nuovi insediamenti urbani.

#### Diminuzione delle prede tipiche

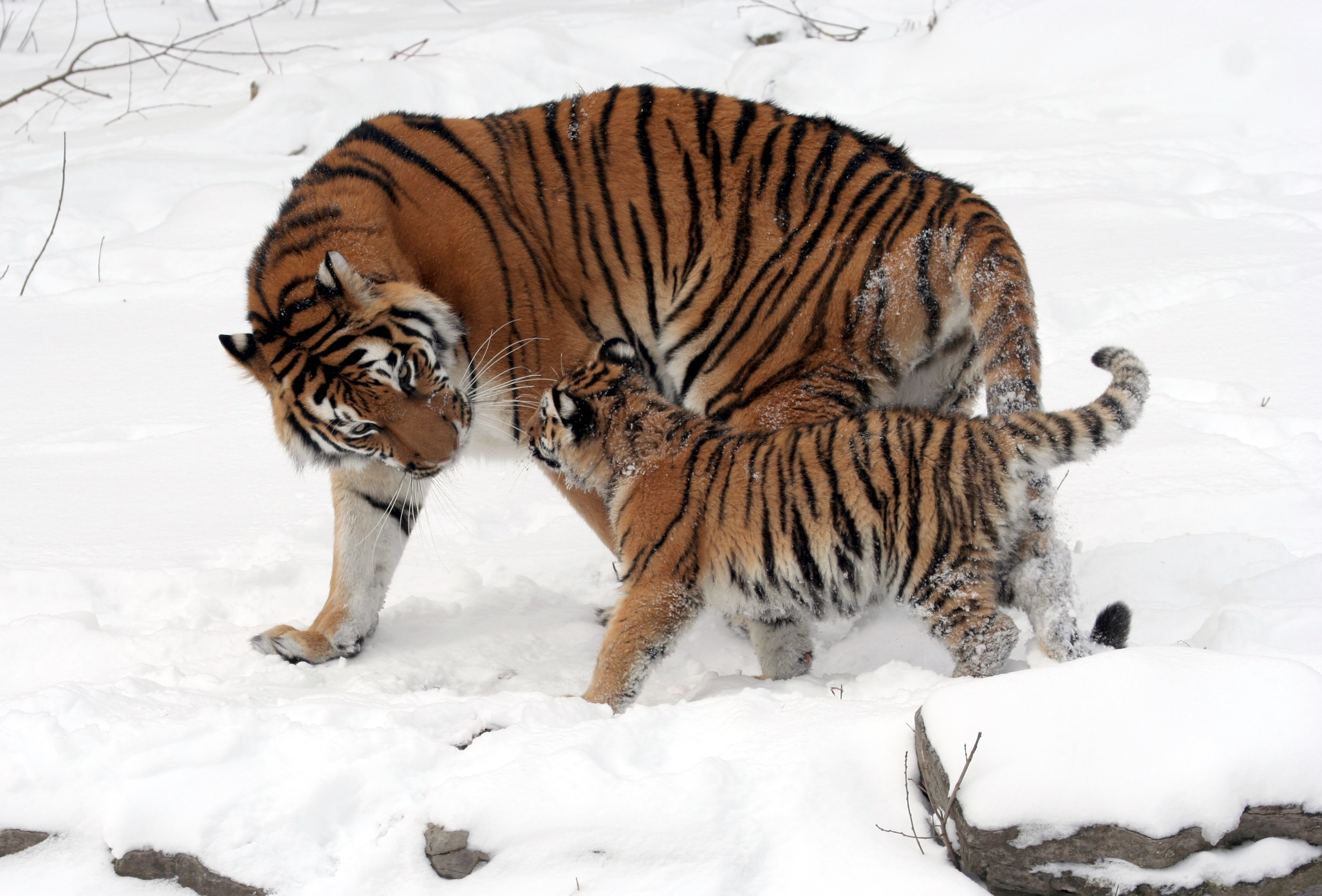
Madre e cucciolo al Buffalo Zoo di Buffalo, nello stato di New York

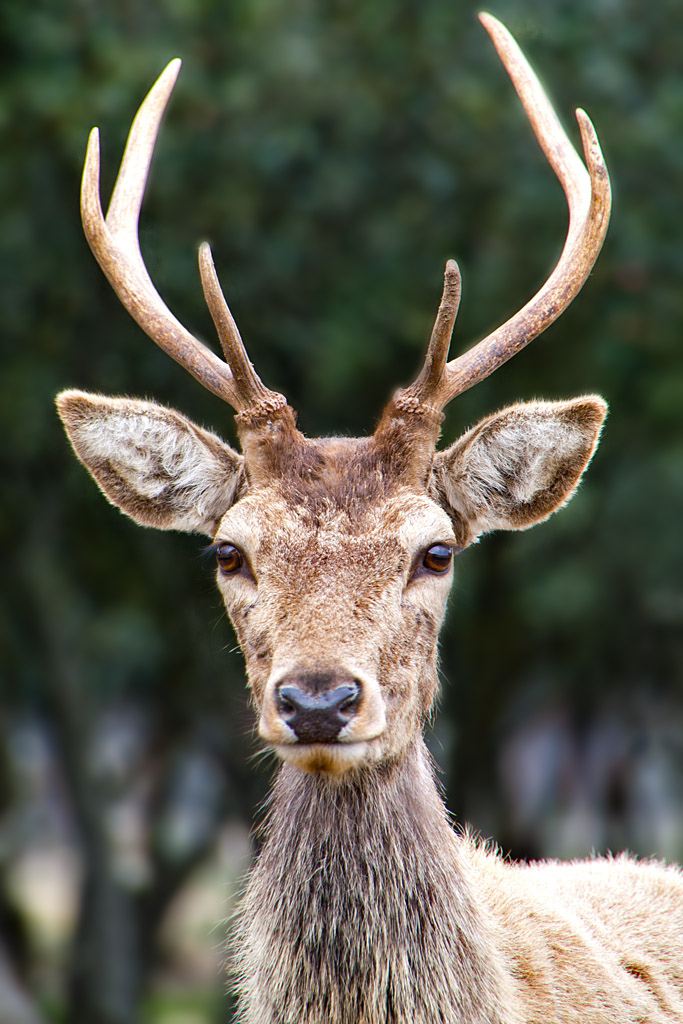
Cervo nobile, preda abituale della tigre siberiana

La popolazione ideale di ungulati per favorire l'incremento della tigre dell'Amur in Russia è stata calcolata in 200 000 - 250 000 esemplari, ovvero circa il 40% in più del numero attuale.
Pertanto, un significativo fattore di rischio per la tigre è costituito dalla eccessiva pressione venatoria sulle prede abituali: si contano dai 15 000 ai 20 000 esemplari uccisi l'anno considerando anche la caccia illegale.
Altre cause antropiche che avversano la popolazione degli ungulati sono - come per i loro predatori - la deforestazione e la frammentazione e diminuzione della qualità dell'habitat come risultato del disboscamento per il legname e dell'ampliamento della rete stradale locale.
L'azione dell'uomo non è il solo fattore di rischio in quanto la popolazione di ungulati subisce già periodiche diminuzioni per cause naturali. Gli inverni più rigidi, per esempio, provocano la moria di questi animali peggiorando il rapporto numerico con i loro predatori e favorendo la morte di questi ultimi per inedia: una situazione che nella regione di Primorskij si verifica con cadenza quadriennale e che, nel 1986, spinse gruppi di tigri affamate verso gli insediamenti abitati provocando l'abbattimento di 46 esemplari. Una situazione climatica simile - a cui si è cercato di far fronte arginando la moria di ungulati - si è verificata nel 2002. La densità di ungulati può variare anche per altre ragioni naturali come le malattie o la competizione fra specie per le risorse alimentari (come nel caso del sika rispetto a cervi e cinghiali, più sotto evidenziato).
I dati sulla densità delle prede (misurata in numero di tracce per km²) raccolti dal WCS nel periodo 1998-2006 evidenziano una diminuzione del numero di cinghiali, cervi nobili e caprioli soprattutto nell'area sud-orientale del massiccio montuoso del Sikhote Allin. Il numero di cinghiali, in particolare, si è dimezzato nel 2002 rispetto al valore iniziale e rimane molto basso sebbene sia in moderata ripresa. La popolazione di sika è rimasta, invece, sostanzialmente costante nonostante le elevate fluttuazioni annuali.
I dati ottenuti sulla variazione demografica del cinghiale evidenziano come le ragione del decremento siano difficilmente prevenibili e possano essere influenzate da variazioni locali in aree distanti. I cinghiali del Sikhote Allin, infatti, compiono grandi spostamenti durante l'inverno e non sempre tornano nelle zone di partenza. Per esempio, il declino del 2002 è coinciso con una larga moria nella fascia costiera del Primorskij, ma si è riflesso per anni su tutto l'entroterra.
Le ragioni del declino naturale dei cervidi non sono chiare, anche se è stata evidenziata una correlazione statistica tra la variazione della popolazione di sika e quella di cervi e caprioli che può fornirne una spiegazione. Quando la densità delle varie specie di ungulati è globalmente bassa, il tasso di crescita è simile per tutte quante, ma quando la popolazione di sika raggiunge un valore critico (50 tracce/km²), la popolazione di cervi e caprioli declina rapidamente, mentre quella dei sika aumenta. Si è ipotizzato che la ragione sia da ricercare nel comportamento gregario del sika che lo porta a concentrarsi nel territorio tanto da relegare ai margini dell'ecosistema gli altri cervidi.
A partire dal 2001 è stata monitorata anche la popolazione di cervi muschiati. Questi moschidi costituiscono una preda secondaria per la tigre in quanto prediligono le foreste di abeti di alta quota che non costituiscono l'habitat privilegiato del felide siberiano, ma proprio per questo motivo sono indicativi del grado di abbondanza delle tigri. Il monitoraggio ha evidenziato, in questo caso, un decremento certamente imputabile all'opera dell'uomo: il maschio del cervo muschiato, infatti, è intensamente cacciato, al di fuori delle riserve, a causa della sua ghiandola odorosa che viene utilizzata in larga misura nell'industria profumiera.
Escludendo le cause naturali di declino, gli zoologi ritengono che limitare o proibire la caccia degli ungulati in tutta l'area di distribuzione della tigre siberiana costituirebbe un passo molto importante per la sopravvivenza della sottospecie, così come è stato fatto vietandone l'uccisione diretta.
Il ripristino della popolazione di ungulati è particolarmente importante nella zona sud-occidentale di Primorskij e lungo il confine sinorusso dove l'areale della tigre siberiana (e soprattutto del leopardo dell'Amur) è estremamente frammentato e ridotto. In tempi recenti sono stati avviati progetti come l'Ungulate Recovery Program del WWF che ha riconvertito alcune fattorie russe abbandonate in coltivazioni di foraggio per gli ungulati.

#### Vulnerabilità al di fuori delle aree protette

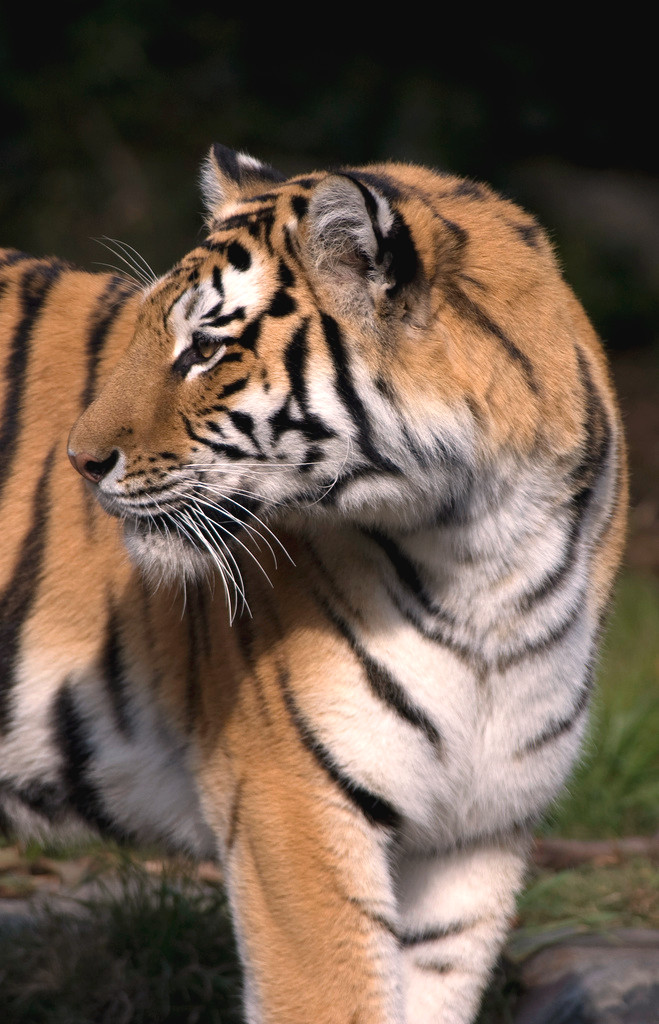
La tigre siberiana dello zoo di San Francisco, California

L'animale rimane particolarmente vulnerabile, nonostante i programmi di protezione, in quanto solo il 20% della sua popolazione vive all'interno delle riserve naturali, la cui estensione copre in minima parte l'area totale di diffusione della sottospecie. La riserva naturale del Sikhote-Alin, per esempio, ha una estensione di 3 471 km² rispetto ai 180 000 km² del massiccio montuoso omonimo monitorato dal Siberian Tiger Project; la riserva di Lazovskiy ha una estensione di 1 165 km² e quella di Kedrovaya Pad di soli 179 km².
La diminuzione del numero di ungulati si riflette non solo sulle capacità di alimentazione delle popolazioni di tigre ma anche sulla percezione delle popolazioni locali verso questo felide che viene visto come un concorrente dai cacciatori favorendone l'abbattimento illegale.
La presenza delle tigri in prossimità di aree ad elevata densità di popolazione umana costituisce un ulteriore fattore di rischio in quanto si possono registrare episodi di attacchi verso animali domestici e l'uomo che si concludono con l'abbattimento o la reclusione in cattività degli esemplari coinvolti. Un modo per fronteggiare questa situazione da parte degli enti di conservazione è quello di spostare questi esemplari dalle aree critiche a quelle di riserva naturale.

### In cattività

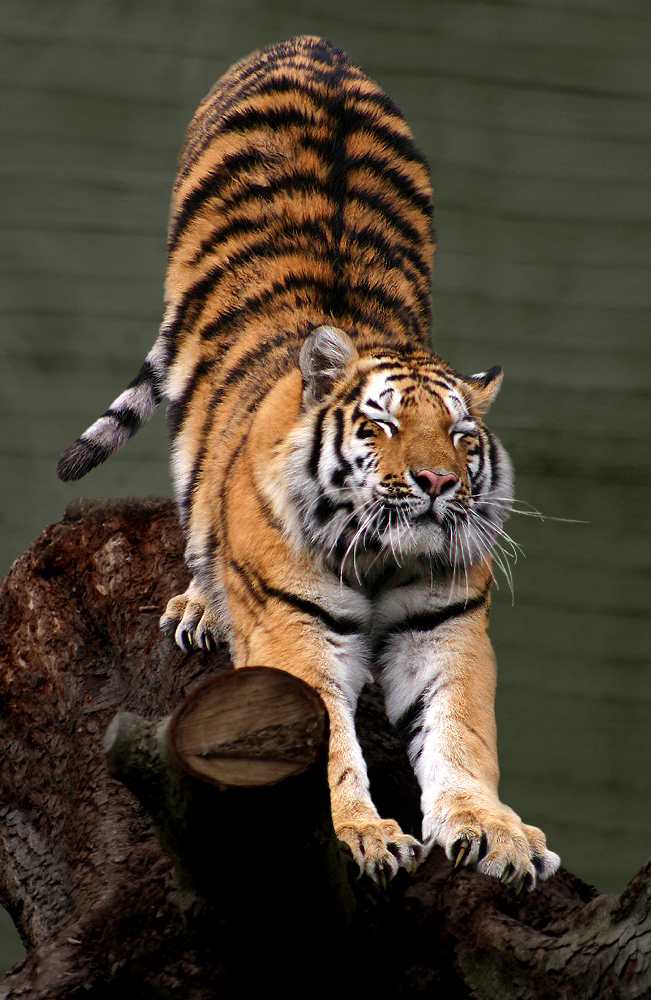
Un esemplare in cattività mentre si stiracchia (Aalborg Zoo, Danimarca).

La popolazione in cattività della tigre dell'Amur comprende alcune centinaia di esemplari (501 esemplari conservati negli zoo secondo il 1997 International Tiger Studbook), la maggior parte dei quali ospitati nei giardini zoologici europei e nordamericani nonché, in misura minore, asiatici.
La maggior parte degli esemplari attuali discende da un gruppo di 83 tigri prelevate in natura nell'ambito del Species Survival Plan (SSP), promosso dalla statunitense Association of Zoos and Aquariums (AZA) per la tigre siberiana, che è diventato il più vasto e longevo progetto di allevamento in cattività di una sottospecie di tigre. L'SSP è un programma di allevamento, riproduzione selettiva e, in alcuni casi, reintroduzione in natura, coordinato tra gli zoo aderenti all'associazione ed è stato istituito nel 1981. Ne fanno parte 161 specie incluse in 107 programmi diversi tra cui quello della tigre dell'Amur, istituito nel 1982 nell'ambito di un progetto più ampio di cui fanno parte anche altre due sottospecie (P. t. corbetti e P. t. sumatrae).
L'SSP comprende due popolazioni principali di tigri siberiane in cattività: una nordamericana costituita da 150 esemplari (North American Species Survival Plan) e una europea di 225 esemplari (European Breeding Program). Gli esemplari vengono scambiati frequentemente all'interno e tra le due popolazioni al fine di mantenere elevata la variabilità genetica della prole. L'obiettivo dell'AZA è quello di mantenere il grado di variabilità genetica al 90% per un periodo di 100 anni.
In accordo con la maggior parte degli esperti, la popolazione globale di tigri dell'Amur in cattività è sufficientemente grande per essere stabile e geneticamente sana, ma sembra molto probabile che l'obiettivo dell'AZA non possa essere raggiunto senza l'acquisizione di nuovi esemplari selvatici. La variabilità genetica della popolazione selvatica attuale sembra, tuttavia, esser inferiore a quella in cattività.
Un'analisi del DNA mitocondriale effettuata su 82 campioni di feci raccolte sull'intero areale russo e attribuibili ad almeno 27 esemplari diversi rivela un grado estremamente basso di differenziazione dell'aplotipo CR: tre varianti in tutto, una delle quali con un grado di diffusione pari al 96,4%. Il confronto di questi dati con una precedente ricerca effettuata su 14 esemplari in cattività ha permesso di determinare la variazione del citocromo b mitocondriale evidenziando una più ridotta variabilità genetica.
L'allevamento della tigre siberiana è agevole, ma la possibilità di reintrodurre gli animali allevati in natura è scarsa. Una tigre nata in cattività è disadattata alla vita selvatica e di conseguenza la sua reintroduzione risulta, secondo gli esperti, «estremamente difficile, onerosa in termini economici e di tempo, e un'opzione da prendere in considerazione solo nel caso non ve ne siano altre disponibili».
In Cina, la riproduzione forzata attraverso l'inseminazione artificiale ha permesso un notevole incremento della popolazione locale di tigri in cattività (1 300 esemplari di tigre siberiana nati dall'inizio del 1990 in parte destinati a sostenere la domanda interna di prodotti utilizzati nella farmacopedia cinese), ma a fronte di un impoverimento della variabilità genetica tale da rendere la reintroduzione di questi esemplari, secondo il WWF, una strategia inadeguata per la conservazione della popolazione selvatica.

## Reintroduzione in Kazakistan
L'8 settembre del 2017, il Kazakistan ha annunciato piani per reintrodurre tigri siberiane negli appositi spazi naturali riservati ad esse, per sostituire la cugina oramai estinta: la tigre del Caspio.
Il Kazakistan sarà il primo paese dell'Asia centrale ad attuare un programma così importante e di ampia portata. Negli ultimi 100 anni, le popolazioni di tigri selvatiche globali sono diminuite del 96%, da 100.000 a meno di 3.890 nel 2016. Le tigri selvatiche erano completamente scomparse dall'Asia centrale negli anni '60 a causa della perdita di habitat, della caccia eccessiva e del bracconaggio incontrollato.